# Перди, Чарли
Чарльз Фрэ́нсис Пе́рди (англ. Charles Francis Purdy; 24 ноября 1905, Окленд — 25 января 1982, Сидней) — новозеландский боксёр, представитель лёгкой и полусредней весовых категорий. Выступал за сборную Новой Зеландии по боксу в середине 1920-х годов, участник летних Олимпийских игр в Париже. В 1924—1934 годах боксировал также на профессиональном уровне, владел титулами чемпиона Австралии и Австралазии, был претендентом на титул чемпиона Новозеландской боксёрской ассоциации.

## Биография
Чарли Перди родился 24 ноября 1905 года в Окленде, Новая Зеландия.
В 1924 году вошёл в основной состав новозеландской национальной сборной и благодаря череде удачных выступлений удостоился права защищать честь страны на летних Олимпийских играх в Париже — стал одним из четырёх новозеландских спортсменов, отправившихся во Францию. Тем не менее, провёл здесь только один единственный бой — на предварительном этапе лёгкой весовой категории проиграл французу Жану Толи. Судейское решение вышло довольно-таки спорным, Перди настаивал на своей победе, зрители так же были на его стороне, и один из судей назвал победителем именно его, однако другой судья и французский рефери отдали победу Толи.
После парижской Олимпиады Перди ещё в течение некоторого времени оставался боксёром-любителем и продолжал принимать участие в крупнейших международных турнирах. В частности, он побывал на соревнованиях в Дублине, где завоевал титул чемпиона Ирландии по полусредней весовой категории.
В конце 1924 года успешно дебютировал на профессиональном уровне, первое время выступал преимущественно на территории Новой Зеландии, затем боксировал на рингах Австралии. В 1926 году боролся за титул чемпиона Новозеландской боксёрской ассоциации, но по очкам проиграл Лесу Марри. В 1928 году победил по очкам Билли Джонса, завоевав титулы чемпиона Австралии и чемпиона Австралазии в лёгком весе. Впоследствии поднялся в полусреднюю весовую категорию, где так же становился чемпионом Австралии.
Оставался действующим спортсменом вплоть до 1934 года, в общей сложности провёл среди профессионалов 80 боёв, из них 49 выиграл, 21 проиграл, в шести случаях была зафиксирована ничья. Перди запомнился прежде всего своим крайне пассивным поведением на ринге, он всегда избегал прямого противостояния, уходил от атак и всячески затягивал поединки с помощью клинчей и нырков (из 49 побед у него лишь одна досрочная).
Был женат, но в 1935 году развёлся.
Умер 25 января 1982 года в Сиднее в возрасте 76 лет.
Ежегодно Оклендская боксёрская ассоциация разыгрывает Кубок Чарли Перди.